# Equivalent
L'equivalent fou un impost imposat per Felip V d'Espanya al País Valencià quan va fer desaparèixer els Furs de València. Anteriorment, els recursos que aportava el Regne de València a la corona espanyola eren de caràcter voluntari. A partir d'aquell moment, es va crear un nou sistema fiscal de caràcter permanent unificant totes les contribucions en un únic impost, conegut amb el nom de l'equivalent.